# Setodes exposita
Setodes exposita är en nattsländeart som beskrevs av Douglas E. Kimmins 1963. Setodes exposita ingår i släktet Setodes och familjen långhornssländor. Inga underarter finns listade i Catalogue of Life.